# 紅河紋胸鮡
紅河紋胸鮡，為輻鰭魚綱鯰形目鮡科的其中一種，為亞熱帶淡水魚類，分布於亞洲紅河流域，體長可9公分，棲息在底中層水域，生活習性不明。

## 扩展阅读
維基物種上的相關：紅河紋胸鮡